# Эбрард, Марсело
Марсе́ло Лу́ис Эбра́рд Касаубо́н (исп. Marcelo Luis Ebrard Casaubón, 10 октября 1959, Мехико, Мексика) — мексиканский политический деятель, министр иностранных дел Мексики с 2018 года.

## Биография
Занимал пост генерального секретаря правящей Институционно-революционной партии в федеральном округе (1988—1993 годы), при нём партия выигрывала все 40 избирательных округов федерального округа. Помощник министра иностранных дел Мануэля Камачо Солиса с 1993 по 1994 год.
С 1997 по 2000 год он был депутатом Национального собрания.
Также был советником лидера оппозиции Андреса Мануэля Лопеса Обрадора. С 2002 по 6 декабря 2004 года служил в качестве министра общественной безопасности федерального столичного округа (начальника полиции), пока не был уволен тогдашним президентом Мексики Висенте Фоксом из-за обвинений в превышении власти его подчинёнными в антинаркотическом рейде. С 2004 по 2005 год занимал должность секретаря по вопросам социального развития федерального столичного округа.
С 5 декабря 2006 года по 4 декабря 2012 года — мэр Мехико. С 3 сентября 2012 года по 3 февраля 2014 года возглавлял Программу ООН по населённым пунктам.
Состоял в Институционно-революционной партии (1977—1995); Партии демократического центра (1999—2000); Партии демократической революции (2000—2015), Гражданском движении (2015—2018) и Движении национального возрождения (с 2018 года).
После победы оппозиции по главе с А. М. Лопесом Обрадором на всеобщих выборах 2018 года был назначен министром иностранных дел Мексики.
В сентябре 2023 года, уйдя в отставку, пытался баллотироваться на пост кандидата в президенты страны от правящей партии МОРЕНА, но занял на праймериз второе место, получив 25 % голосов и уступив Клаудии Шейнбаум (39 %).
С 2011 года жена — Розалинда Буэсо (род. 4.6.1977), бывший гондурасский дипломат, посол Гондураса в США в 2007—2010 годах.
В марте 2023 года выпустил автобиографию «Путь в Мехико».